# Yokuts Valley
Yokuts Valley is een plaats in Fresno County in Californië in de VS. Het moet niet verward worden met Olympic Valley in Placer County waar in 1960 de Olympische Winterspelen werden gehouden.

## Geografie
Yokuts Valley bevindt zich op 38°41'31" Noord, 119°10'48" West. De totale oppervlakte bedraagt 147,0 km² (56,8 mijl²) waarvan 146,7 km² (56,7 mijl²) land is en 0,2 km² (0,1 mijl²) of 0.14% water is.

## Demografie
Volgens de census van 2000 bedroeg de bevolkingsdichtheid 18,3/km² (47,5/mijl²) en bedroeg het totale bevolkingsaantal 2691, dat bestond uit:
- 88,33% blanken
- 1,37% zwarten of Afrikaanse Amerikanen
- 2,38% inheemse Amerikanen
- 0,56% Aziaten
- 0,22% mensen afkomstig van eilanden in de Grote Oceaan
- 4,83% andere
- 62,30% twee of meer rassen
- 12,15% Spaans of Latino

Er waren 1025 gezinnen en 779 families in Yokuts Valley De gemiddelde gezinsgrootte bedroeg 2,62.

## Plaatsen in de nabije omgeving
De onderstaande figuur toont nabijgelegen plaatsen in een straal van 32 km rond Yokuts Valley.

## Geboren
- Stuart Erwin (1903-1967), acteur